# Gaston Dossouhoui
Gaston Dossouhoui est un homme politique au Bénin, ministre de l'agriculture, de l'élevage et des pêches.

## Biographie

### Carrière
Le 23 mai 2021, il est nommé membre du gouvernement de Patrice Talon.